# Владан Бартула
Владан Бартула (Сарајево, 11. јул 1981) je универзитетски професор српске књижевности. Од 2007. године запослен је на Филозофском факултету Универзитета у Источном Сарајеву. Тренутно обавља функцију декана на Филозофском факултету Универзитета у Источном Сарајеву.

## Биографија
Владан Бартула рођен је у Сарајеву 1981. године у општини Центар. Завршио је Гимназију (Лицеј), у Солуну, у Републици Грчкој, 2000. године. 
Дипломирао је 2006. године на Богословском факултету Свети Василије Острошки у Фочи и на Филозофском факултету у Источном Сарајеву, на катедри за Општу књижевност. 
Током 2007. године изабран је у звање асистента за научну област Књижевност на Филозофском факултету Универзитета у Источном Сарајеву. 
Марта 2011. године успјешно је одбранио магистарски рад на тему Жртва у Еврипидовим трагедијама, а након тога изабран је у звање вишег асистента за научну област Опште студије књижевности.  
Докторирао је 2016. године на Филозофском факултету Универзиттета у Источном Сарајеву. Назив његове докторске дисертације је "Жртва у старој српској књижевности и њено завјетно памћење". 
Током 2016. године изабран је у звање доцента за ужу научну област Специфичне књижевности (Србистика). 
Од 2021.године обавља функцију званичног представника Хеленске фондације за културу у БиХ 

## Чланства у организацијама
Бартула је члан: 
- Друштва наставника српског језика и књижевности Републике Српске
- Друштва Матице Српске из Републике Српске
- Кинотеке Републике Српске
- СПКД "Просвјета"
- Удружења "Грчко - српског пријатељства" и Удружења "Никос Казанцакис".